# Listen Again
Listen Again es el relanzamiento del sexto álbum de estudio del DJ y productor de música francés David Guetta. Fue lanzado el 27 de noviembre de 2015. Cuenta con colaboraciones con artistas de hip hop y rock, como Sam Martin, Emeli Sande, Nicki Minaj, John Legend, The Script, Nico&Vinz, Ryan Tedder, Sia, Magic!, Bebe Rexha, Ladismyth Black Mambazo, Ms, Dinamyte, Eliphant, Birdy, Sonny Wilson, Vassy, Skylar Grey, GLOWINTHEDARK y Beardyman.

## Lista de canciones
| Listen – Versión estándar |                                                                   | |                                                                                          |          |  |
| N.º                       | Título                                                            | Escritor(es) | Productor(es)                                                                            | Duración |  |
| 1.                        | «Dangerous» (con Sam Martin)                                      | David Guetta, Giorgio Tuinfort, Sam Martin, Jason Evigan y Lindy Robbins. | David Guetta, Giorgio Tuinfort, Sam Martin* y Jason Evigan*.                             | 3:23     |  |
| 2.                        | «What I Did for Love» (con Emeli Sandé)                           | David Guetta, Giorgio Tuinfort, Breyan Isaac, Jason Evigan, Sam Martin y Sean Douglas.                                                                                            | David Guetta y Giorgio Tuinfort.                                                         | 3:27     |  |
| 3.                        | «No Money No Love» (junto a Showtek con Elliphant y Ms. Dynamite) | David Guetta, Giorgio Tuinfort, Ester Dean, Nick Rotteveel, Sjoerd Janssen, Wouter Janssen y Terius "The-Dream" Nash.                                                             | David Guetta, Giorgio Tuinfort, Nicky Romero y Showtek.                                  | 3:57     |  |
| 4.                        | «Lovers on the Sun» (con Sam Martin)                              | David Guetta, Sam Martin, Frédéric Riesterer, Giorgio Tuinfort, Jason Evigan, Michael Einziger y Tim Bergling.                                                                    | David Guetta, Avicii, Fred Riesterer, Giorgio Tuinfort, Daddy's Groove* y Jason Evigan*. | 3:23     |  |
| 5.                        | «Goodbye Friend» (con The Script)                                 | David Guetta, Frederic Riesterer, Giorgio Tuinfort, Jason Evigan, Sam Martin, Sean Douglas, Breyan Stanley Isaac, Danny O Donoghue, Mark Sheehan, Zsolt Milichovski y David Nagy. | David Guetta, Frederic Riesterer y Stadiumx.                                             | 3:49     |  |
| 6.                        | «Lift Me Up» (con Nico & Vinz y Ladysmith Black Mambazo)          | David Guetta, Giorgio Tuinfort, Danny Majic, Geoffro Early, Julie Frost, Justin Franks, Nico Sereba y Vincent Dery.                                                               | David Guetta y Giorgio Tuinfort.                                                         | 3:58     |  |
| 7.                        | «Listen» (con John Legend)                                        | David Guetta, Giorgio Tuinfort, Austin Bisnow, Frederic Riesterer, Jason Evigan, John Stephens, Joaquin Howard Banuelos y Sarah Rayne.                                            | David Guetta, Giorgio Tuinfort y Austin Bis.                                             | 3:46     |  |
| 8.                        | «Bang My Head» (con Sia)                                          | David Guetta, Giorgio Tuinfort, Sia Furler, Marcus van Wattum, Nick Rotteveel, Kristian Karlsson, Vincent Pontare y Magnus Lidehall.                                              | David Guetta, Giorgio Tuinfort, Marcus Van Wattum y Nicky Romero.                        | 3:53     |  |
| 9.                        | «Yesterday» (con Bebe Rexha)                                      | David Guetta, Giorgio Tuinfort, Bebe Rexha, Sean Douglas y Tim Bergling. | David Guetta, Avicii y Giorgio Tuinfort                                                  | 4:03     |  |
| 10.                       | «Hey Mama» (con Nicki Minaj, Afrojack y Bebe Rexha)               | David Guetta, Giorgio Tuinfort, Bebe Rexha, Esten Dean, Nick van de Wall, Sean Douglas y Onika Tanya Maraj.                                                                       | David Guetta, Giorgio Tuinfort y Afrojack.                                               | 3:12     |  |
| 11.                       | «Sun Goes Down» (junto a Showtek con Magic! y Sonny Wilson)       | David Guetta, Giorgio Tuinfort, S. Janssen, W. Janssen y Nasri Atweh. | David Guetta y Showtek.                                                                  | 3:31     |  |
| 12.                       | «S.T.O.P.» (con Ryan Tedder)                                      | David Guetta, Giorgio Tuinfort, Pierre-Luc Rioux, Justin Davey, Vinay Vyas y Ryan Tedder.                                                                                         | David Guetta y Giorgio Tuinfort.                                                         | 3:34     |  |
| 13.                       | «I'll Keep Loving You» (con Birdy y Jaymes Young)                 | David Guetta, Frederic Riesterer, Teemu Brunila, Jaymes Young, Birdy y Matt Dragstrem.                                                                                            | David Guetta y Frederic Riesterer.                                                       | 3:08     |  |
| 14.                       | «The Whisperer» (con Sia)                                         | David Guetta, Giorgio Tuinfort y Sia Furler. | David Guetta y Giorgio Tuinfort.                                                         | 3:54     |  |
| 15.                       | «Bad» (junto a Showtek con Vassy)                                 | David Guetta, Sjoerd Janssen, Wouter Janssen, Giorgio Tuinfort, Ossama Al Sarraf, Ned Shepard, Nick Turpin, Manuel Reuter y Vasiliki Karagiorgos.                                 | David Guetta y Showtek.                                                                  | 2:50     |  |
| 16.                       | «Rise» (con Skylar Grey)                                          | David Guetta, Giorgio Tuinfort, Holly Brook Hafermann y Claude Kelly. | David Guetta y Giorgio Tuinfort.                                                         | 3:55     |  |
| 17.                       | «Shot Me Down» (con Skylar Grey)                                  | David Guetta, Giorgio Tuinfort y Sonny Bono. | David Guetta, Giorgio Tuinfort y Ralph Wegner**.                                         | 3:11     |  |

| Listen – Edición de lujo (bonus disc) |                                                                 |                                   |                         |          |  |
| N.º                                   | Título                                                          | Escritor(es)                      | Productor(es)           | Duración |  |
| 1.                                    | «Bang My Head (David Guetta Remix)» (junto a Sia con Fetty Wap) | David Guetta, Showtek, Fetty Wap. | David Guetta.           | 3:13     |  |
| 2.                                    | «Clap Your Hands» (con GLOWINTHEDARK)                           | David Guetta y Martin Garrix.     | David Guetta.           | 3:55     |  |
| 3.                                    | «The Death of EDM» (con Showtek y Beardyman)                    | David Guetta y Beardyman.         | David Guetta y Showtek. | 4:54     |  |
| 4.                                    | «Pelican»                                                       | David Guetta.                     | David Guetta.           | 3:25     |  |
| 5.                                    | «Bang My Head (GLOWINTHEDARK remix)» (con GLOWINTHEDARK)        | David Guetta y GLOWINTHEDARK.     | David Guetta.           | 3:49     |  |
| 6.                                    | «Blast Off» (con Kaz James)                                     | David Guetta y Kaz James.         | David Guetta.           | 3:07     |  |
| 7.                                    | «Listenin»                                                      | David Guetta .                    | David Guetta.           | 56:44    |  |

## Historial de lanzamientos
| País           | Fecha                   | Formato                | Discográfica                    |
| -------------- | ----------------------- | ---------------------- | ------------------------------- |
| Alemania       | 27 de noviembre de 2015 | Descarga digital y CD. | Warner Music Group y Parlophone |
| Australia      | 24 de noviembre de 2015 | Descarga digital y CD. | Warner Music Group y Parlophone |
| Estados Unidos | 27 de noviembre de 2015 | Descarga digital y CD. | Warner Music Group y Parlophone |
| Francia        | 27 de noviembre de 2015 | Descarga digital y CD. | Warner Music Group y Parlophone |
| Italia         | 27de noviembre de 2015  | Descarga digital y CD. | Warner Music Group y Parlophone |
| Mundo          | 27 de noviembre de 2015 | Descarga digital.      | Warner Music Group y Parlophone |
| Nueva Zelanda  | 24 de noviembre de 2015 | Descarga digital y CD. | Warner Music Group y Parlophone |
| Reino Unido    | 27 de noviembre de 2015 | Descarga digital y CD. | Warner Music Group y Parlophone |

- Datos: Q24038799